# Rolf Becker (Journalist)
Rolf Becker (geboren 14. Januar 1928 in Essen; gestorben 9. Mai 2022 in Hamburg) war ein deutscher Journalist und Schriftsteller.

## Leben
Rolf Becker war ein Sohn des Kunstmalers Karl Bertram Becker (1900–1942) und der aus Riga stammenden Gerta Lurie (1905–1983). Sie hatten sich während des Kunststudiums in Berlin kennengelernt und heirateten 1927. Der Essener Architekt Ludwig Becker war ein Großonkel. 1937 wurde der Vater, weil er mit einer Jüdin verheiratet war, aus rassistischen Gründen aus der Reichskammer der bildenden Künste ausgeschlossen. Becker war seit 1938 Schüler des Gymnasiums Borbeck, das er als sogenannter Halbjude zum Jahreswechsel 1942/1943 verlassen musste. Da ihm der Schulbesuch verboten war, erhielt er von seinem Schuldirektor Hausunterricht und „kaum weniger willkommen das ein oder andere Butterbrot“, wie sich Rolf Becker an seine Notlage in der NS-Zeit anschaulich erinnert. Die Mutter überlebte die deutsche Judenverfolgung. 
Nach Kriegsende legte Becker 1947 an seiner alten Schule die Reifeprüfung ab. Nach einem kurzen Volontariat 1947/1948 bei der Neuen Ruhr-Zeitung (NRZ) studierte er Germanistik und Philosophie in Köln, brach aber nach vier Semestern das Studium ab und wandte sich wieder dem Journalismus zu. Ab 1954 war Becker Feuilletonredakteur beim Kölner Stadt-Anzeiger; 1960 ging er als Literatur-Redakteur zum Nachrichtenmagazin Der Spiegel nach Hamburg, wo er 1991 in den Ruhestand eintrat. Becker war auch in den ersten drei Jahren und 1982 und 1983 Jurymitglied für den Ingeborg-Bachmann-Preis.
Außerdem war Becker als Schriftsteller tätig. 1951 erschien das Jugendbuch Kreisel und die Zwölf, 1954 im Suhrkamp Verlag der Roman Nokturno 1951. Er veröffentlichte die Erzählungen Die weiße Fahne (1957), Michael Frost (1958) und Tamara (1993), die Hörspiele Ausnahmezustand (Regie: Fritz Schröder-Jahn, NDR 1960) und Der Vater sowie eine autobiografische Skizze in Jahr und Jahrgang 1928 (1968), in der er seine Erfahrungen aus der NS-Zeit verarbeitet.
Rolf Becker fand seine letzte Ruhestätte auf dem Friedhof Volksdorf. 